# Rosendahls

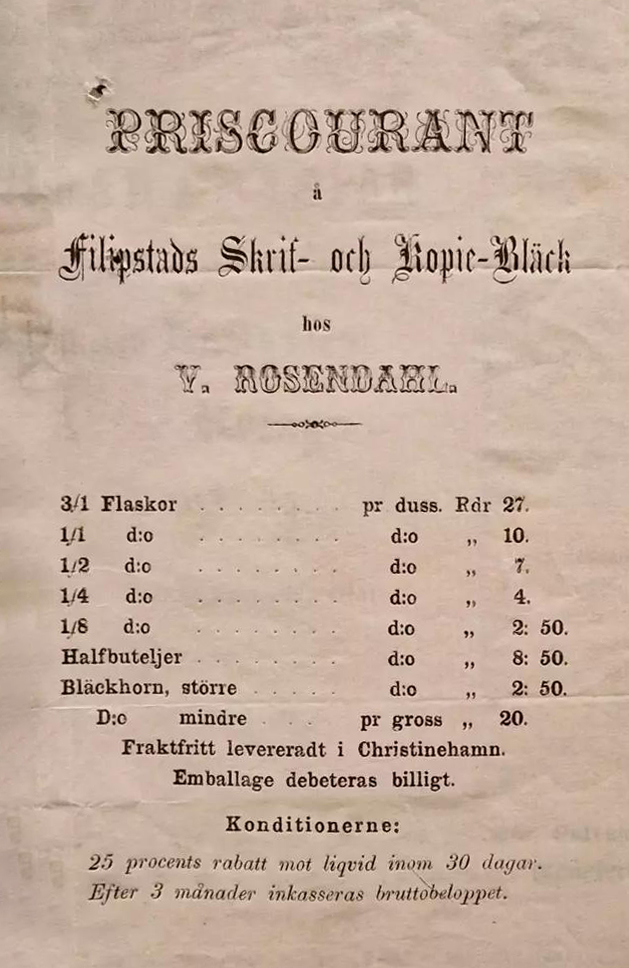
Prislista från
Filipstads Skrif- och Kopie-Bläck
hos V. Rosendahl.

Rosendahls (Rosendahls Fabriker AB) var en tillverkare av bläck i Filipstad. Bolaget grundades 1855 av veterinären Victor Rosendahl som V. Rosendahls tekniska fabrik. Det var då Sveriges första bläcktillverkare. Det blev ett aktiebolag 1930. Rosendahls tillverkade bland annat bläck till kulpennor, karbonpapper och färgband till skrivmaskiner.

## Historia
Victor Rosendahl hade bläcktillverkningen som bisyssla och tillverkade bläcket hemma i köket. Rosendahls blev kunglig hovleverantör. Gustaf Rosendahl var chef för verksamheten i den tredje generationen. Han blev även känd "Bondbönekung" i ett fiktivt kungarike med udda ceremonier på Kullbergsön i sjön Alstern nära Filipstad.
Den första utanför familjen att bli chef för Rosendahls blev Per Wenander. Wenander ledde framgångsrikt bolaget och 1955 kunde en ny fabrik invigas. Pelikan köpte bolaget 1974. Verksamheten i Filipstad lades ned 1995 av Pelikan men ombildades till Rosinco AB. Rosinco köptes senare upp av Ballograf.
Bland varumärken som bolaget hade fanns Durit, Monument, Prefecto, Lifetime, Skantic och Everest.
Nils Ferlin skrev "Frisk lever du än i vårt minne, bläckmästare Rosendahl".

## Produkter (urval)

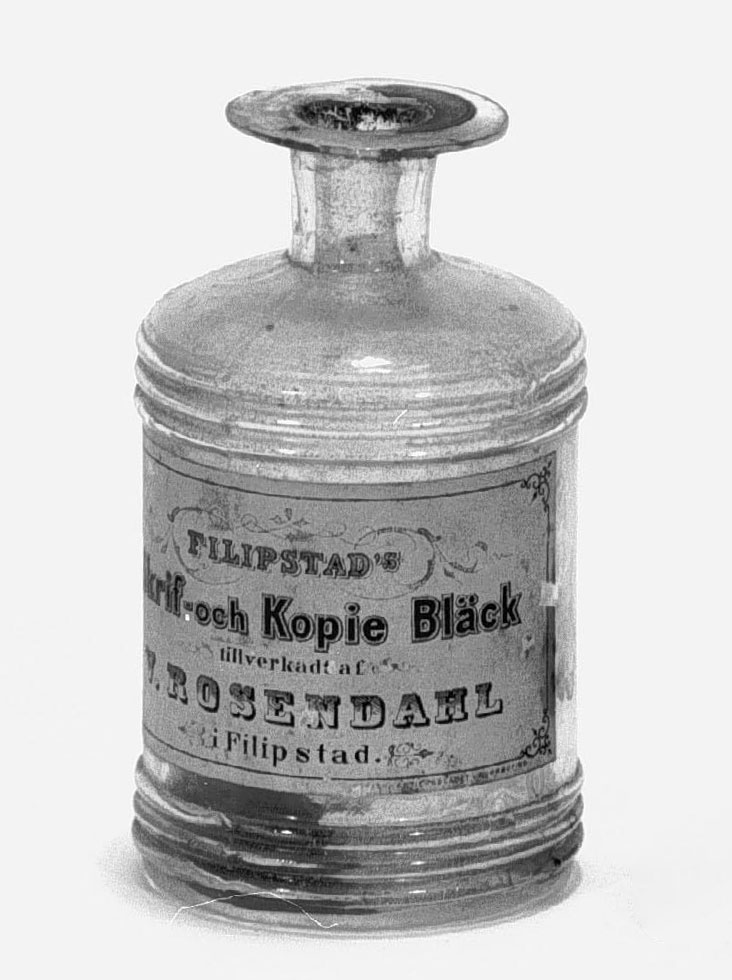
Flaska för bläck från V. Rosendahl, 1919–1921
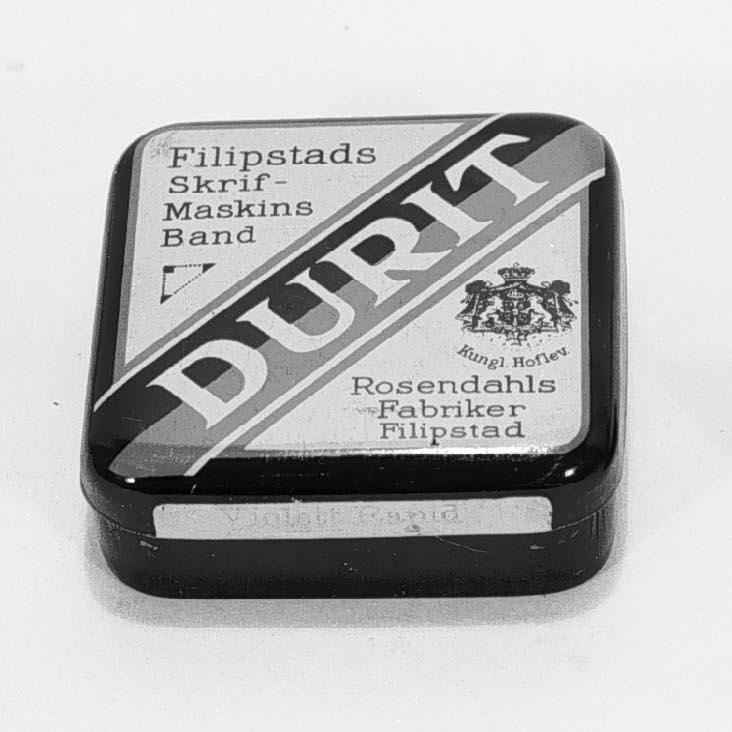
Durit färgband för skrivmaskin från Rosendahls Fabriker
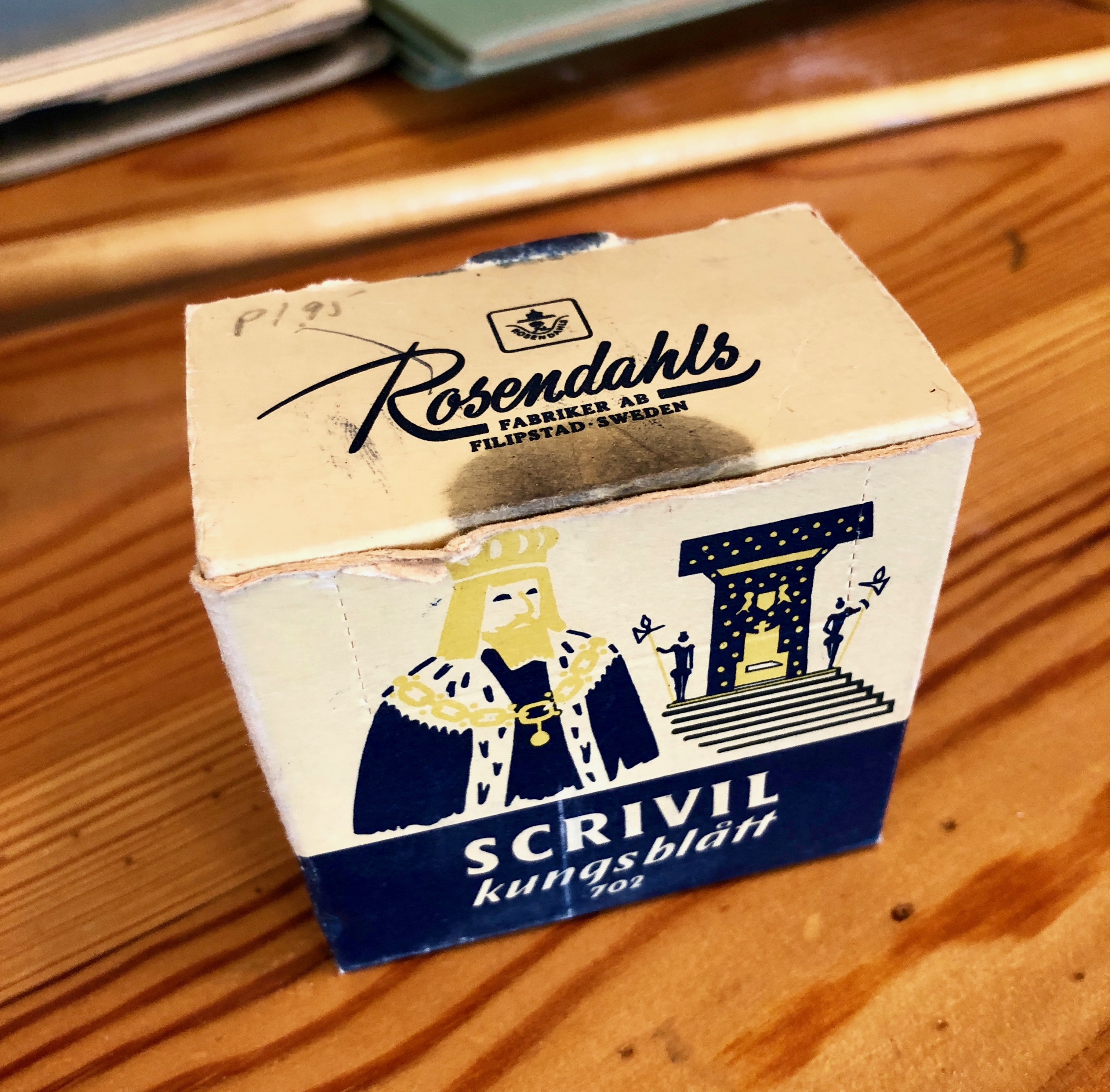
Blått Scrivil bläck från Rosendahls Fabriker AB, cirka 1940-60
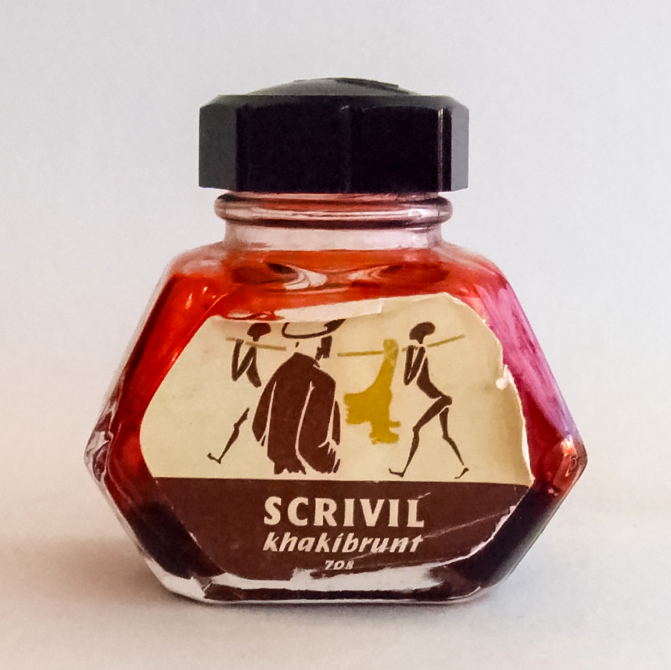
Khakibrunt Scrivil bläck från Rosendahls Fabriker AB, cirka 1940-60
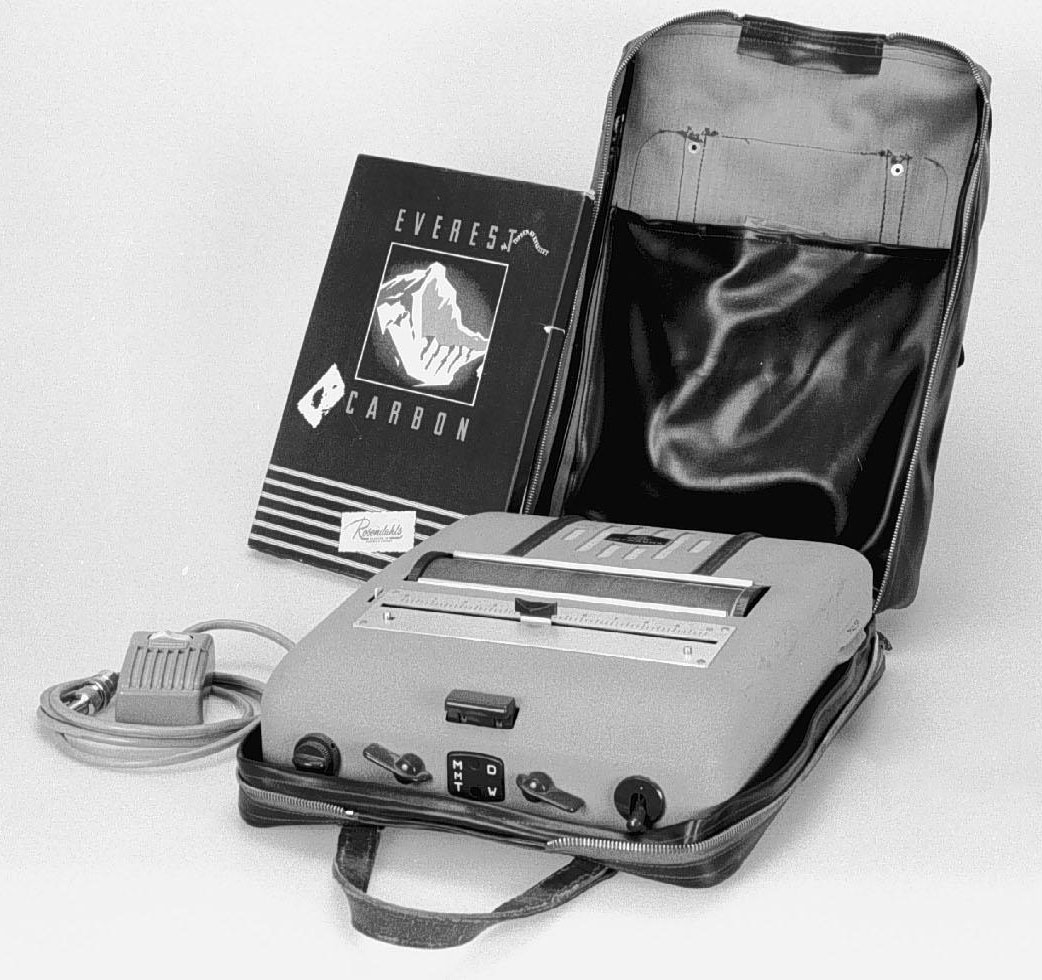
Diktafon med en ask för karbonpapper av märket Everest från Rosedahls